# Elena Shadrina
Pour les articles homonymes, voir Chadrina.
Elena Valentinovna Shadrina (en russe : Елена Валентиновна Шадрина ; en français : Elena Valentinovna Chadrina), née le 26 mars 1982 est une haltérophile russe.

## Palmarès

### Championnats du monde
- 2013 à Wrocław
  -  Médaille de bronze en moins de 58 kg.

### Championnats d'Europe
- 2014 à Tel-Aviv
  -  Médaille d'or en moins de 58 kg.
- 2012 à Antalya
  -  Médaille de bronze en moins de 58 kg.